# Evaristo de San Miguel
Evaristo Fernández de San Miguel y Valledor (ur. 26 października 1785 w Gijón, zm. 29 maja 1862 w Madrycie) – hiszpański polityk, żołnierz, poeta i historyk, autor słów Himno de Riego (hymnu Republiki Hiszpańskiej).